# ماري بويرمان
ماري بويرمان (بالإنجليزية: Mary Bowerman)‏ هي عالمة نبات أمريكية، ولدت في 25 يناير 1908 في تورونتو في كندا، وتوفيت في 21 أغسطس 2005.